# Calloporina patagonica
Calloporina patagonica is een mosdiertjessoort uit de familie van de Microporellidae. De wetenschappelijke naam van de soort is voor het eerst geldig gepubliceerd in 1990 door Hayward & Ryland.